# Pseudoleskea macropilum
Pseudoleskea macropilum là một loài Rêu trong họ Leskeaceae. Loài này được (Müll. Hal.) E.S. Salmon mô tả khoa học đầu tiên năm 1900.